# 선사고등학교
선사고등학교(先史高等學校)는 대한민국 서울특별시 강동구 암사동에 있는 공립 고등학교이다.

## 학교 연혁
- 2011년 3월 1일 : 초대 이영희 교장 취임
- 2011년 3월 2일 : 제1회 입학식(252명)
- 2014년 2월 11일 : 제1회 졸업식(237명)
- 2019년 9월 1일 : 제4대 권재호 교장 취임
- 2023년 2월 3일 : 제10회 졸업식(202명)
- 2023년 3월 2일 : 제13회 입학식(254명)

## 참고 자료
- 선사고등학교 - 한국교육학술정보원 학교알리미